# Richtschacht (Straßberg)
Der Richtschacht oder Hauptschacht war ein Richtschacht des Straßberger Bergbaureviers. Durch die Verbindung mit dem Hüttenstollen ist er Teil des Unterharzer Teich- und Grabensystems.

## Geschichte
Die Straßberger Bergwerke wurden 1856 durch die Straßberg-Haynsche Aktiengesellschaft gekauft. Der Richtschacht genannte Richtschacht wurde ab 1858 mit untertägiger Radstube aufgefahren. Geplant war er als zentraler Hauptschacht zwischen den Gruben Glasebach und Neuhaus-Stolberg. Von der auf 80 m geteuften Sohle aus sollte die Wasserhaltung und Erkundung auf tiefer anstehende Erze bis 210 m Teufe übernommen werden – über einen 180 m langen Tagesstollen stand der Richtschacht mit dem Hüttenstollen in Verbindung, der die Grubenwässer in die Selke löste.
Bis 1865 konnte nur eine Teufe von 66 m erreicht werden. Die Endteufe von 210 m wurde dann 1869 unter Einsatz von flüssigem Sprengöl (Nitroglycerin) erreicht. Bei 150 Meter Teufe wurde die Förderung jedoch wegen überlasteter Haspel und Seile  eingestellt. Gefunden wurden nur Quarz, Kalkspat und schwach Bleiglanz führende Trümer.
Das Aufschlagwasser für die Künste erwies sich letztlich als nicht ausreichend für das unerwartet viele Wasser aus alten Bauen. Nach dem Absaufen der Baue wurde die Förderung 1875 eingestellt. Der Richtschacht wurde 1876 verbühnt und verstürzt.

## Heutiger Zustand
Der Standort des Richtschachts ist durch ein Hinweisschild (Bergbautanne) gekennzeichnet. Weder Hornstatt noch Radstube sind erhalten.